# Clavelina moluccensis
Clavelina moluccensis là một loài sống đuôi trong chi Clavelina. Giống như tất các các loài trong lớp Ascidiacea, loài động vật này là loài ăn bằng cách lọc nước.
Loài này dài 0.5-2.5 cm, có màu từ xanh biển sáng đến xanh biển vừa. Trên các zooid có các mảng và chấm màu xanh biển đậm thường có thể nhìn thấy được.
Loài này phân bố ở các vùng nước quanh Australia, Tây Thái Bình Dương, Indonesia, Papua New Guinea, quần đảo Mariana, Philippines, Singapore, và Malaysia.
Chúng mọc thành đám gắn vào san hô chết hoặc chất nền cứng khác, thông thường dưới phần nhô ra.

## Hình ảnh

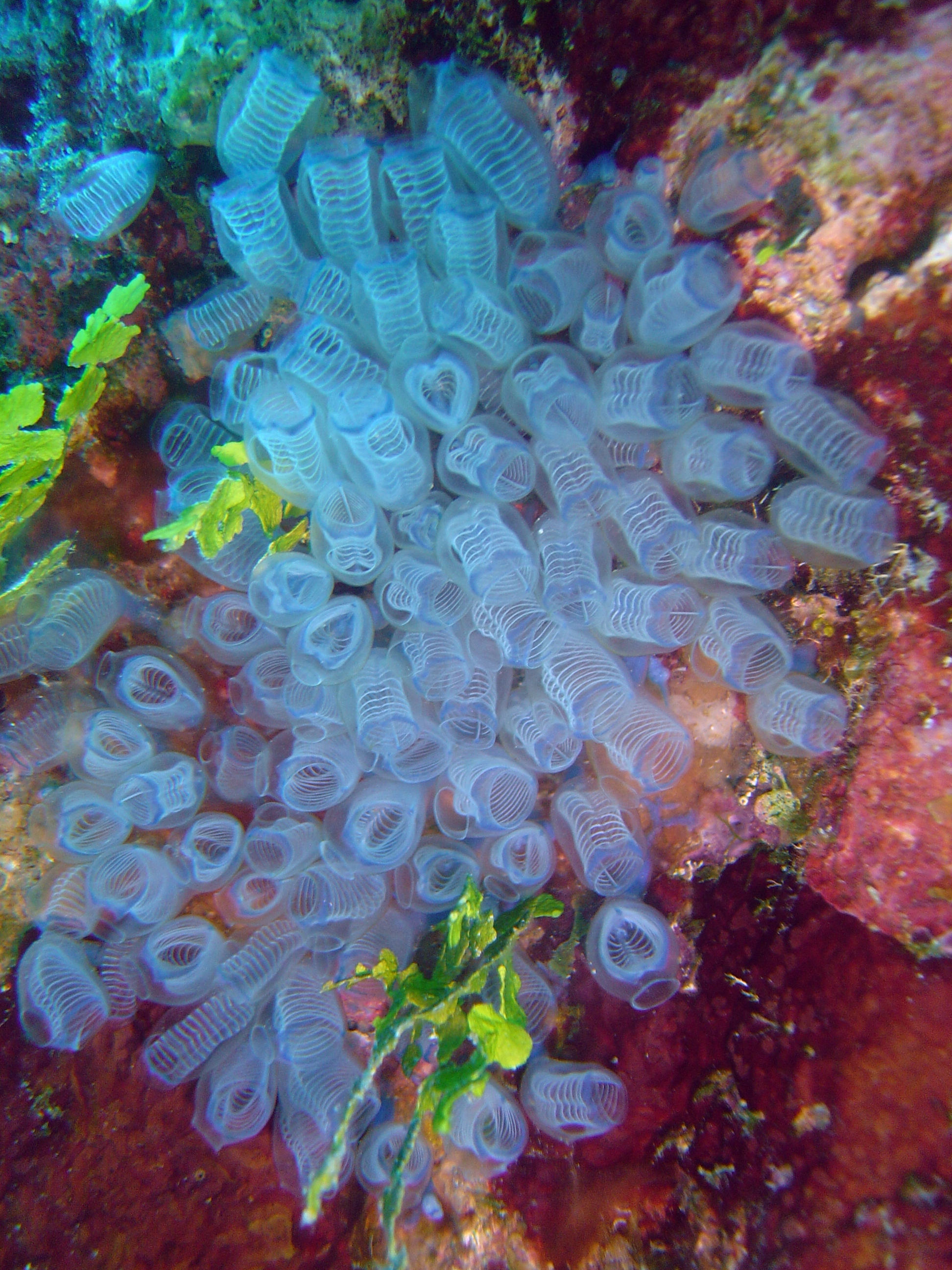
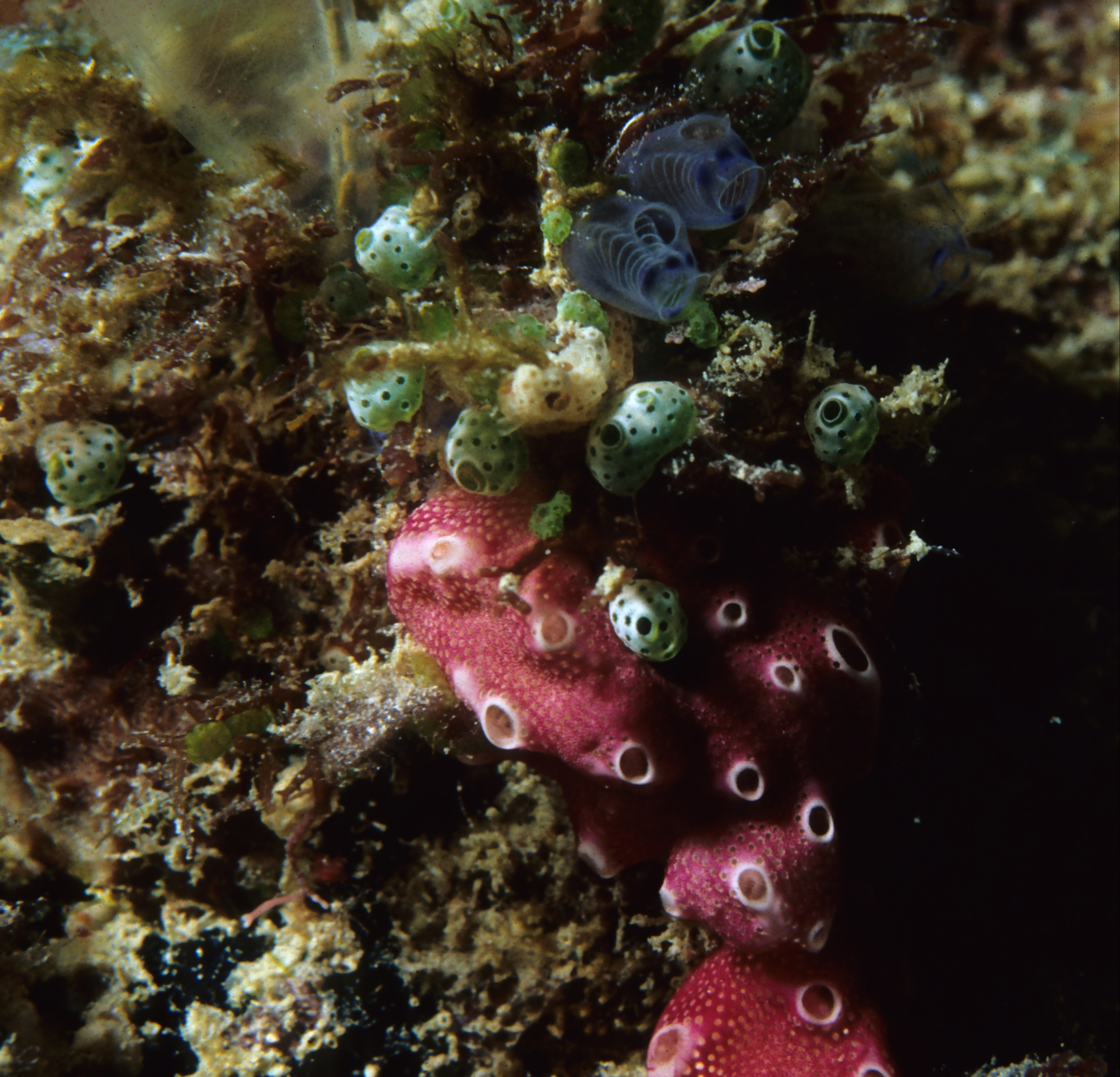